# Tadaaki Hayashi
Tadaaki Hayashi (jap. 林 忠明, Hayashi Tadaaki; * 2. Januar 1920; † 29. August 2017) war ein japanischer Tischtennisspieler. Er wurde 1952 Weltmeister im Doppel.

## Werdegang
Tadaaki Hayashi wurde 1948 zusammen mit Yoshihiro Namba japanischer Meister im Doppel, 1950 gewann er den Titel im Einzel. 1952 nahm er an der Weltmeisterschaft teil. Hier wurde er zusammen mit Norizaku Fuiji Weltmeister im Doppel vor den Engländern Richard Bergmann/Johnny Leach. Mit der japanischen Mannschaft gewann er Bronze.
Bei den Asienmeisterschaften erreichte er 1952 und 1953 im Doppel das Halbfinale. 1953 holte er hier im Mixed mit Fujie Eguchi Silber.
In der ITTF-Weltrangliste wurde Tadaaki Hayashi Ende 1952 auf Platz acht geführt.

## Turnierergebnisse
| Verband | Veranstaltung           | Jahr | Ort      | Land | Einzel    | Doppel     | Mixed        | Team |
| ------- | ----------------------- | ---- | -------- | ---- | --------- | ---------- | ------------ | ---- |
| JPN     | Asienmeisterschaft TTFA | 1953 | Tokio    | JPN  | letzte 16 | Halbfinale | Silber       |      |
| JPN     | Asienmeisterschaft TTFA | 1952 | Singapur | SIN  |           | Halbfinale |              | 2    |
| JPN     | Weltmeisterschaft       | 1952 | Bombay   | IND  | letzte 64 | Gold       | keine Teiln. | 3    |